# Distretto di Shigar
Il distretto di Shigar è un distretto della regione di Gilgit-Baltistan in Pakistan con omonimo capoluogo .